# Andrano
Andrano est une commune italienne de la province de Lecce, dans la région des Pouilles.

## Géographie
La commun est située sur le versant sud-est de la région. Son territoire comprend une petite partie de la côte adriatique du bas Salento. Il comprend également le hameau Castiglione d’Otranto et la localité côtière Marina di Andrano.

## Toponymie
Le nom de la municipalité vient du patron du village, l'apôtre Saint André (Sant'Andrea Apostolo), dont est dérivé d’abord le nom d’Andreano. Par la suite, avec l’élision de la lettre "e", le nom est devenu Andrano.
En salentin, le nom de la commune est 'Ndranu.

## Administration
| Période                                  | Période  | Identité         | Étiquette       | Qualité |
| ---------------------------------------- | -------- | ---------------- | --------------- | ------- |
| 08/06/2009                               | En cours | Carmine Pantaleo | (liste civique) |         |
| Les données manquantes sont à compléter. |          |                  |                 |         |

### Hameaux
Castiglione

### Communes limitrophes
Diso, Montesano Salentino, Spongano, Surano, Tricase

## Histoire
Au cours de la période féodale, le hameau d’Andrano fut attribué en 1196 à Pietro De Curla. La propriété passa ensuite à la famille Rossi. De 1341 à 1349, il appartenait aux De Castelli ; en 1354, il fut acheté par les Sambiase et en 1358 par les Capece. Au XVe siècle, il fut fief des familles De Hugot (1404), Del Balzo-Orsini (1431), Saraceno (1466), ces derniers régnèrent sur Andrano pendant environ cent cinquante ans. En 1606, le fief devint la propriété de la famille Spinola, à laquelle succédèrent en 1660 les Gallone. En 1734, il fut acheté par les Caracciolo qui furent feudataires jusqu’à la subversion de la féodalité en 1806 ; on leur doit les derniers travaux d’extension du château.
- Le château Spinola-Caracciolo.